# Сага о Магнусе Слепом и Харальде Гилли
«Сага о Магнусе Слепом и Харальде Гилли» (исл. Magnúss saga blinda og Haralds gilla) — произведение средневековой исландской литературы, созданное в XIII веке. Одна из «королевских саг», вошедших в сборник «Круг Земной», который традиционно приписывают Снорри Стурлусону.
Сага рассказывает о Магнусе IV Слепом (сыне Сигурда I Крестоносца) и Харальде IV Гилли, человеке неясного происхождения, объявившем себя сыном Магнуса III Голоногого и братом Сигурда соответственно. После смерти Сигурда эти конунги три года правили в разных частях Норвегии, но в 1133 году между ними начался открытый конфликт, с которого началась эпоха гражданских войн. Магнус потерпел поражение, был оскоплён, лишён зрения и правой ноги. Позже Харальд Гилли погиб в борьбе с Сигурдом Слембе, который тоже называл себя сыном Магнуса Голоногого. Сигурд заключил союз с Магнусом Слепым против сыновей Харальда. Магнус был разбит в морской битве при Мюнне, получил помощь от Дании, но в битве у Серого Острова снова потерпел поражение и погиб.
Автор саги использовал в своей работе более ранние произведения того же жанра — «Красивую кожу», «Обзор саг о норвежских конунгах». Кроме того, его источниками были скальдические стихи, которые он вставлял в текст.